# Route nationale 422

Panneau de la Route nationale 422

Pour les articles homonymes, voir Route 422.
Voir le tracé de la RN422 sur GoogleMaps

## Présentation des différents tracés

### Tracé actuel
La route nationale française 422 ou RN 422 est une route nationale française reliant l'échangeur de l'A 352 à Entzheim au début provisoire de l'autoroute A 35, puis de Niedernai à Sélestat puis de Colmar à l'A 35 à hauteur de Sainte-Croix-en-Plaine. 

### Des réformes de 1972 à la construction de l'autoroute
Avant la complétion de l'A 35 et après les réformes de 1972, son nouveau tracé avait été défini de Entzheim à Mulhouse en utilisant le tronçon Entzheim-Goxwiller de l'ex-RN 425 qui venait d'être déclassée, le tronçon Marlenheim - Goxwiller étant quant à lui déclassé en RD 422..

### Avant 1972
En effet, avant la réforme de 1972, la RN 422 reliait Marlenheim à Mulhouse avec tronc commun avec la RN 83 entre Sélestat et Colmar.  

## Tracé moderne

### A 352 - A 35 N 422
Reprenant un tronçon de l'ancienne RN 425, la RN 422 est une route provisoire reliant l'A 352 à l'A 35.

### De Niedernai à Goxwiller N 422
Il s'agit d'un tronçon de l'ancienne RN 425 qui a pris ce numéro après que cette route a été transformée en A 35
- Niedernai (km 12)
- Goxwiller (km 15)

### Tracé de Goxwiller à Sélestat N 422
On retrouve une partie du tracé historique de la 422.
- Gertwiller (km 18)
- Epfig (km 24)
- Sélestat (km 36)

### Tracé de Colmar à l'A 35 N 422
- Colmar (km 58)
- Sainte-Croix-en-Plaine (km 61)
- A 35 (km 62)

## Ancien tracé de Marlenheim à Mulhouse

### Ancien tracé de Marlenheim à Sélestat D 422 N 422
- Wangen D 422
- Soultz-les-Bains
- Avolsheim
- Molsheim
- Bischoffsheim
- Obernai
- Goxwiller
- Gertwiller N 422
- Saint-Pierre
- Epfig
- rejoint la RN 83 au-dessus de Sélestat jusqu'à Colmar

### De Colmar à Meyenheim A 35
De Sainte-Croix-en-Plaine à l'échangeur de Meyenheim, c'est l'A 35 qui a repris son tracé exact, puis celle-ci partant sur un tracé propre évitant les villages, on retrouve l'ancien tracé de la RN 422 sous le nom de RD 201

### De Meyenheim à Mulhouse D 201 / D 422
- La route a toujours évité Meyenheim
- Réguisheim
- Battenheim
- Baldersheim où la RN 422A part vers la RN 66 (D 66 puis aujourd'hui D 201)
- Sausheim
- Mulhouse